# Calciumiodid
Calciumiodid ist eine chemische Verbindung des Calciums und zählt zu den Iodiden. Es ist ein weißer, sich an der Luft langsam gelb färbender Feststoff.

## Geschichte
Durch Reduktion von Calciumiodid mit Natrium gelang es Henri Moissan erstmals, reines Calcium zu gewinnen.

## Gewinnung und Darstellung
Wasserhaltige Calciumiodide kristallisieren beim Einengen aus wässrigen Lösungen aus. Je nach Konzentration bildet sich dabei das Hexa- oder Tetrahydrat. Wasserfreies Calciumiodid lässt sich nicht durch Entwässerung des Hydrates gewinnen, stattdessen kann es aus einer Calciumhydroxid-Lösung und Iod dargestellt werden. Dabei bilden sich Calciumiodid und Calciumiodat, dieses wird danach reduziert.
{\displaystyle \mathrm {6\ Ca(OH)_{2}+6\ I_{2}\longrightarrow 5\ CaI_{2}+Ca(IO_{3})_{2}+5\ H_{2}O} }
Ein möglicher weiterer Weg zur Darstellung wasserfreien Calciumiodides ist die Zersetzung von Calciumoxalat mit Iod.
{\displaystyle \mathrm {CaC_{2}O_{4}+I_{2}\longrightarrow CaI_{2}+2CO_{2}\uparrow } }

## Eigenschaften
In ihren Eigenschaften unterscheiden sich das wasserfreie und wasserhaltige Calciumiodid deutlich. Die verschiedenen Hydrate sind leicht zerfließende, kristalline Massen, die schon bei 42 °C schmelzen, das heißt in ihrem eigenen Kristallwasser auflösen. Ist Calciumiodid-Hydrat im Kontakt mit Luft oder Licht, kann es Kohlenstoffdioxid aufnehmen bzw. Iod abgeben und verfärbt sich infolgedessen gelblich.
Das wasserfreie Calciumiodid ist dagegen ein hochschmelzender kristalliner Feststoff, der in einer typischen Schichtstruktur, der hexagonalen Cadmiumiodid-Struktur kristallisiert. Im gasförmigen Zustand bildet es lineare Moleküle.

## Verwendung
Calciumiodid ist wie Kaliumiodid ein Expektorans.
In der Technik wird die Verbindung als Szintillationskristall und in Halogenlampen verwendet.